# Rahel Bin-Gorion
Rahel Bin-Gorion (hebräisch רהל בן-גוריון; geboren als Rahel Ramberg, hebräisch רהל רמברג; 20. April 1879 in Vištytis, Russisches Kaiserreich; gestorben 30. Dezember 1955 in Tel Aviv-Jaffa) war eine deutsch-israelische Übersetzerin und Herausgeberin.

## Leben
Rahel Ramberg war eine Tochter des jüdischen Verlagsbuchhändlers Jankel Ramberg und der Eiga Lappalias Eyn Lop. Die Familie wohnte in Warschau. Sie absolvierte eine Ausbildung am Zahntechnischen Institut in Warschau und studierte 1899 für ein Jahr Philologie in Berlin. Sie arbeitete als Diplomzahnärztin an der Universität Warschau. 1902 heiratete sie den Schriftsteller Micha Josef Berditschewski (1865–1921) und zog mit ihm nach Breslau, wo sie eine Zahnarztpraxis in einem Armenviertel eröffnete und mit ihrer Arbeit für den Familienunterhalt sorgte. 1903 wurde der Sohn Emanuel geboren.
Die Familie Berditschewski zog 1911 nach Berlin, damit verbunden war die Namensänderung in Bin-Gorion. Ihre Arbeit als Zahnärztin gab sie auf und kümmerte sich um die literarische Übersetzung der von ihrem Mann gesammelten jüdischen Erzählungen aus dem Hebräischen ins Deutsche. Nach dem frühen Tod ihres Mannes sorgte sie sich um dessen literarischen Nachlass, wobei ihr Sohn Emanuel Bin-Gorion sie unterstützte, der sein Geld hauptsächlich als Journalist und Enzyklopädist verdiente. Gemeinsam gaben sie weitere Schriften heraus und bereiteten Neuauflagen vor.
Nach der Machtübergabe an die Nationalsozialisten 1933 flüchteten sie und ihr Sohn 1936 nach Palästina, wo sie in Tel Aviv lebte. Sie übersetzte nun einige der in Deutsch geschriebenen Abhandlungen ihres Mannes ins Hebräische.

## Schriften (Auswahl)

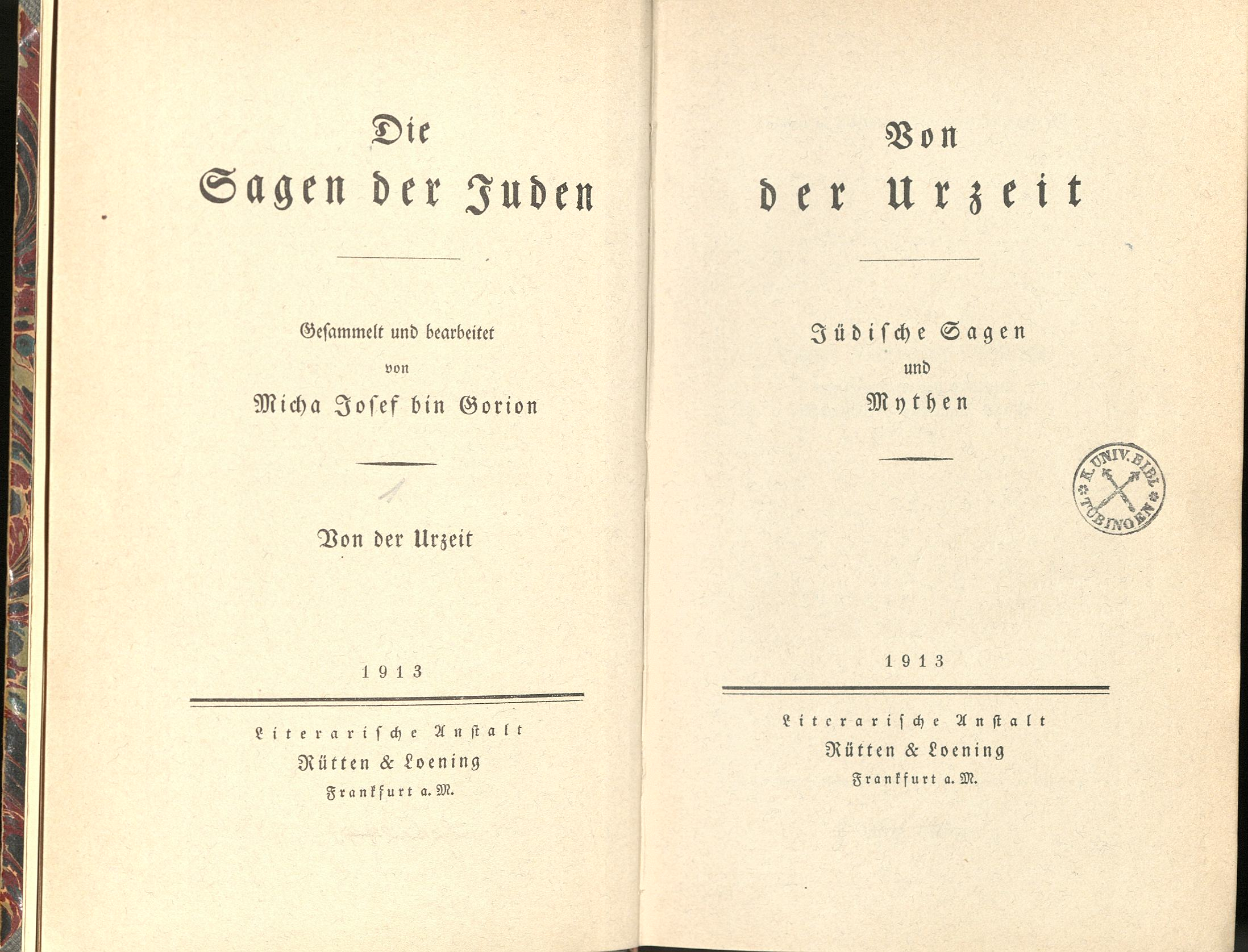
Die Texte sind verdeutscht von Rahel Ramberg-Berdyczewsky (1913)

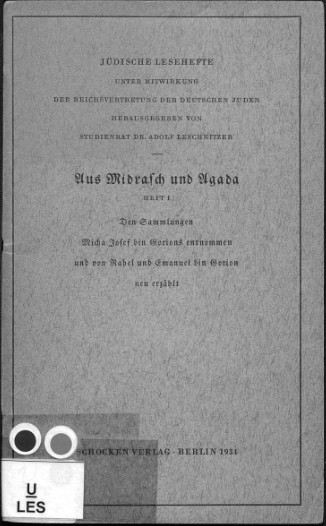
Aus Midrasch und Agada. Heft 1 (1934)

- Micha Josef Bin Gorion (Hrsg.): Joseph und seine Brüder : Ein altjüdischer Roman. Übersetzung Rahel Ramberg. Schmuck von E. R. Weiss. Frankfurt a. M. : Rütten & Loening, 1917
- Eli : Nach der Schrift  neu geordnet von M. J. Bin Gorion. Verdeutscht von Rahel Ramberg. Mit 3 Steinzeichnungen von Lovis Corinth. Leipzig : Insel-Verlag, 1919
- Micha Josef Bin Gorion (Hrsg.): Die Geschichte von Tobia. Nach einer hebräischen Fassung. Verdeutscht von Rahel Ramberg. Mit 3 Steinzeichnungen von Max Liebermann. Leipzig : Insel-Verlag, 1920
- Micha Josef Bin Gorion: Altjüdische Legenden. Eine Auswahl aus dem Born Judas. Die Geschichten sind verdeutscht von Rahel Ramberg. Leipzig : Insel-Verlag, 1922 Insel-Bücherei  Nr. 347
- Micha Josef Bin Gorion: Messias-Legenden. Aus dem Nachlass des Sammlers hrsg. u. übers. v. Rahel Ramberg. Tübingen : Fischer, 1926
- Micha Josef Bin Gorion: Sinai und Garizin : über den Ursprung der israelitischen Religion ; Forschungen zum Hexateuch auf Grund rabbinischer Quellen. Aus dem Nachlass. hrsg. von Rahel und Emanuel Bin Gorion. Berlin : Morgenland-Verlag, 1926
- Leo Tolstoj: Nach vierzig Jahren : Volkserzählung. Übersetzung und Vorwort von Rahel Bin Gorion. Tübingen : Fischer, 1930 (=Insel-Bücherei 731, 1961)
- Rahel und Emanuel bin Gorion (Hrsg.): Gedächtnisschrift zum zehnten Todestag von Micha Josef bin Gorion : 18. Nov. 1931. Berlin : Morgenland, 1931
- Aus Midrasch und Agada. Den Sammlungen Micha Josef bin Gorions entnommen und neu erzählt Rahel und Emanuel bin Gorion. Berlin : Schocken, 1934. Jüdische Lesehefte, Nr. 1–3
- Vom Garten Eden, der Arche Noah und dem weisen König Salomo : 77 Geschichten von Pflanzen und Tieren. Neu erzählt Rahel und Emanuel Bin Gorion. Berlin : Schocken, 1935
- Rahel und Emanuel Bin Gorion (Hrsg.): Die Sagen der Juden : Mythen, Legenden, Auslegungen. Gesammelt von Micha Josef Bin Gorion. Berlin : Schocken Verlag, 1935
- Micha Josef Berdyczewski: Aus einer Judenstadt. Übersetzung Rahel Bin Gorion. Berlin : Schocken, 1936. Bücherei des Schocken Verlags; 67